# Жак Тегельс
Жак Тегельс (фр. Jacques Teugels, 3 серпня 1946, Іксель — 28 вересня 2024) — бельгійський футболіст, що грав на позиції нападника.
Виступав, зокрема, за клуб «Андерлехт» та «Моленбек», з якими ставав чемпіоном Бельгії, а також національну збірну Бельгії, у складі якої став бронзовим призером чемпіонату Європи 1972 року.

## Клубна кар'єра
У дорослому футболі дебютував 1966 року виступами за команду «Андерлехт». У своєму першому сезоні він не зіграв жодної гри в чемпіонаті, але один раз вийшов у стартовому складі в Кубку Бельгії. Наступного сезону він сподівався отримати більше ігрових можливостей, але не зумів витіснити таких гравців як Ян Мюлдер, Поль ван Гімст, Йоган Девріндт і Вільфрід Пюї. В результаті Тегельс зіграв лише вісім ігор і забив чотири голи і виграв з командою титул чемпіона Бельгії.
В результаті Тегельс вирішив покинути клуб і перейшов у «Уніон Сент-Жілуаз», де став основним нападником і виступав до 1971 року, після чого перейшов у «Расінг Вайт». Там він також став основним нападником і у сезоні 1971/72 років посів друге місце в списку найкращих бомбардирів чемпіонату разом з Яном Мюлдером і Робом Ренсенбрінком.
У 1973 році клуб об'єднався з «Дарінгом» у нову команду «Моленбек», яка за підсумками сезону 1974/75 виграла національний чемпіонат, а Тегельс забив 19 голів.
Завершив ігрову кар'єру у команді «Лув'єрваз», за яку виступав протягом 1977—1979 років.

## Виступи за збірну
15 листопада 1970 року дебютував в офіційних матчах у складі національної збірної Бельгії в товариській грі проти Франції (1:2).
Згодом взяв участь з командою у домашньому чемпіонаті Європи 1972 року у Бельгії, на якому команда здобула бронзові нагороди, але на поле не виходив.
Загалом протягом кар'єри в національній команді, яка тривала 7 років, провів у її формі 13 матчів, забивши 1 гол.

## Титули і досягнення
- Чемпіон Бельгії (3):

«Андерлехт»: 1966/67, 1967/68
«Моленбек»: 1974/75